# (367943) Дуэнде
(367943) Дуэнде (2012 DA14, англ. Duende) — околоземный астероид, открытый 23 февраля 2012 года. Относится к группе аполлонов. Имеет диаметр около 30 метров и массу около 40 000 тонн.
15 февраля в 19:25 UTC (23:25 MSK) 2013 года астероид Дуэнде в течение 24 секунд находился на минимальном расстоянии от Земли, равном 27 743 км. В этот момент астероид имел блеск около 7,5 звёздной величины, что сделало его доступным для наблюдений с малыми биноклями.
Столкновения больших астероидов или комет с Землёй происходят очень редко, но приводят к катастрофическим последствиям. На сегодняшний день самым опасным астероидом для Земли признан астероид (144898) 2004 VD17, а не Дуэндэ.
Согласно расчётам, 12 февраля 2094 года Дуэнде может пройти примерно в 4500 км от Земли (хотя среднее ожидаемое расстояние составляет 22,5 млн км).

## Сближения
| дата             | а. е.    | расстояний до Луны | небесное тело |
| ---------------- | -------- | ------------------ | ------------- |
| 17.02.1918 1:48  | 0,005036 | 1,96               | Луна          |
| 17.02.1918 3:50  | 0,002895 | 1,13               | Земля         |
| 18.02.1919 10:59 | 0,029800 | 11,6               | Земля         |
| 18.08.2003 7:57  | 0,038770 | 15,1               | Земля         |
| 19.08.2004 11:22 | 0,008129 | 3,17               | Земля         |
| 19.08.2004 12:36 | 0,006472 | 2,52               | Луна          |
| 21.08.2005 16:13 | 0,038926 | 15,2               | Земля         |
| 16.02.2012 6:10  | 0,017426 | 6,79               | Земля         |
| 15.02.2013 19:26 | 0,000228 | 0,09               | Земля         |
| 16.02.2013 0:42  | 0,002737 | 1,07               | Луна          |
| 15.02.2046 6:28  | 0,014893 | 5,80               | Земля         |
| 15.02.2087 11:34 | 0,011578 | 4,51               | Земля         |

## Челябинский метеорит

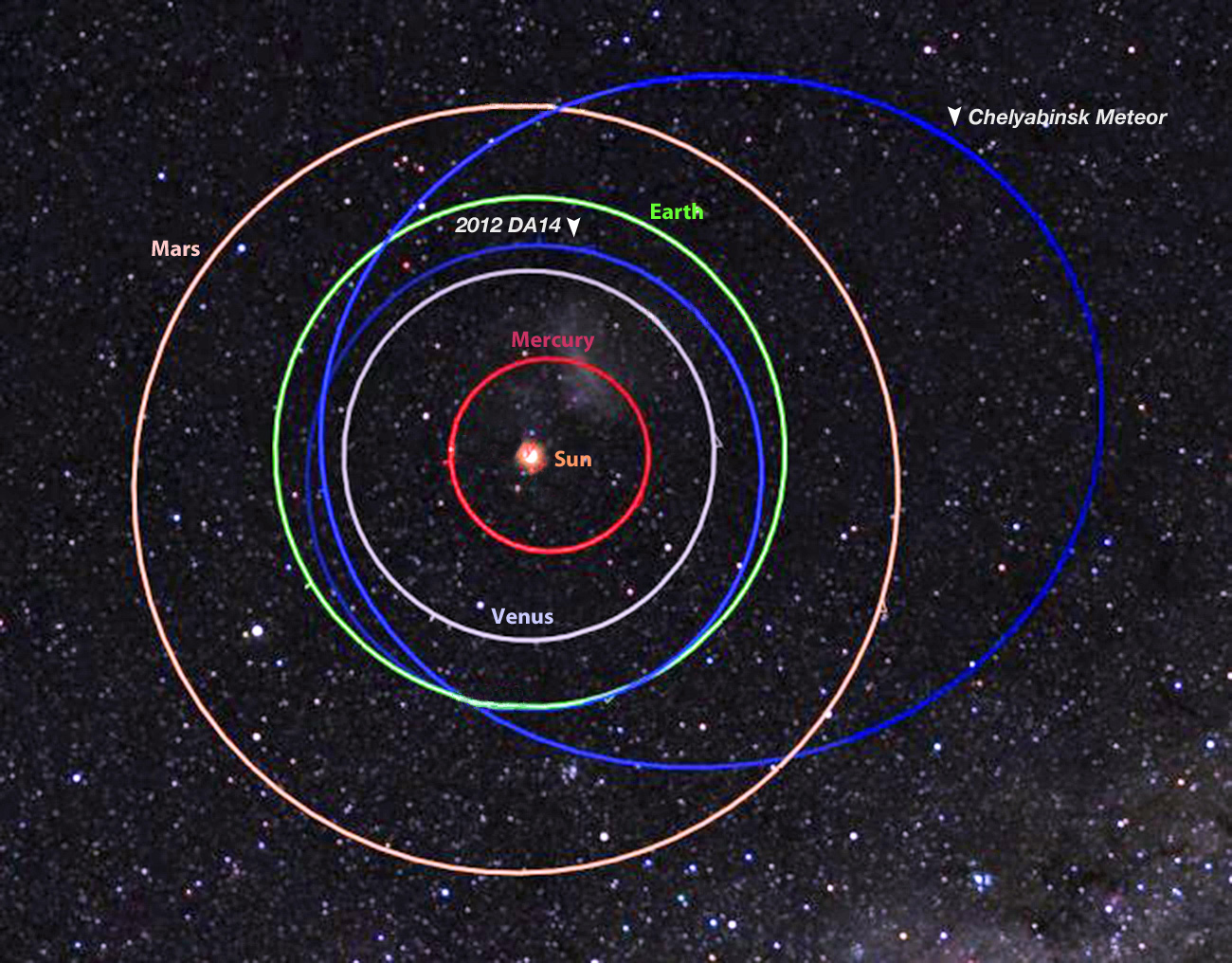
Орбита Дуэнде в сравнении с орбитой Челябинского метеорита.

За 16 часов до максимального сближения Дуэнде с Землёй 15 февраля 2013 года над Челябинской областью пролетел болид, вызвавший своей воздушной ударной волной разрушения. По мнению некоторых исследователей, эти события могли быть связаны. Однако большинство исследователей (Альфия Нестеренко, Леонид Еленин, ЕКА, Фил Плейт, NASA) опровергли связь между этими событиями, обратив внимание на различные траектории движения объектов (челябинский болид двигался с востока на запад, в то время как расчётная траектория астероида 2012 DA14 проходила с юга на север) и большое расстояние между объектами (около 500 000 километров).

## Дополнительные факты
В преддверии ожидаемого сближения астероида с Землей в пятницу 15 февраля 2013 года стандартный логотип Google был заменен на анимированный, в котором при наведении мышки на первую букву «G» вторая буква «g» в названии компании пытается «уклониться» от летящего на неё астероида. Однако позже анимация была удалена из логотипа «падение метеорита на Урале в 2013 году» в тот же день.